# Påa
Påa eller påannons är en radio- och TV-term för annonsering eller inledande presentation av ett program eller inslag i en radio- eller TV-kanal. Den läses ofta av programpresentatören eller programledaren. I radio avslutas ofta ett program med en ava, en avannons som presenterar de medverkande och vem som producerat programmet.